# Постоянная Планка
Постоя́нная Пла́нка (квант де́йствия) — основная константа квантовой теории, коэффициент, связывающий величину энергии кванта электромагнитного излучения с его частотой, так же как и вообще величину кванта энергии любой линейной колебательной физической системы с её частотой. Связывает энергию и импульс с частотой и пространственной частотой, действие с фазой. Является квантом момента импульса. Впервые упомянута Максом Планком в работе, посвящённой тепловому излучению, и потому названа в его честь. Обычное обозначение — латинское {\displaystyle h}.
С 2019 года значение постоянной Планка считается зафиксированным и точно равным величине {\displaystyle h} = 6,626 070 15⋅10−34 кг·м2·с−1 (Дж·с).
Широко используется также приведённая постоянная Планка, равная постоянной Планка, делённой на 2 π и обозначаемая как {\displaystyle \hbar } («h с чертой»):
{\displaystyle \hbar \equiv {\frac {h}{2\pi }}=1{,}054\ 571\ 817\times 10^{-34}} Дж·c = {\displaystyle 6{,}582\ 119\ 569\cdot 10^{-16}} эВ·с

## Физический смысл
В волновой квантовой механике каждой частице ставится в соответствие волновая функция, при этом характеристики этой волны связаны с характеристиками частицы: волновой вектор {\displaystyle {\vec {k}}} — с импульсом {\displaystyle {\vec {p}}}, частота {\displaystyle \omega =2\pi \nu } — с энергией {\displaystyle E}, фаза {\displaystyle \varphi } — c действием {\displaystyle S}. Постоянная Планка является коэффициентом, связывающим эти величины между собой:
{\displaystyle {\vec {p}}=\hbar {\vec {k}}\,\,\,(\left|{\vec {p}}\right|=h/\lambda ),}
{\displaystyle E=h\nu =\hbar \omega ,}
{\displaystyle S=\hbar \varphi .}
В теоретической физике часто для упрощения внешнего вида формул используется система единиц, в которой {\displaystyle \hbar =1}, тогда эти соотношения принимают вид:
{\displaystyle {\vec {p}}={\vec {k}}\,\,\,(\left|{\vec {p}}\right|=2\pi /\lambda ),}
{\displaystyle E=\omega ,}
{\displaystyle S=\varphi ,}
{\displaystyle (\hbar =1).}
Величина постоянной Планка определяет и границы применимости классической и квантовой физики. В сравнении с величиной характерных для рассматриваемой системы величин действия или момента импульса, или произведений характерного импульса на характерный размер, или характерной энергии на характерное время, — постоянная Планка показывает, насколько применима к данной физической системе классическая механика. А именно, если {\displaystyle S} — действие системы, а {\displaystyle L}— её момент импульса, то при {\displaystyle S\gg \hbar } или {\displaystyle L\gg \hbar } поведение системы обычно может с хорошей точностью быть описано классической механикой.
Эти оценки следуют из соотношений неопределённости Гейзенберга. В квантовой физике измеряемым физическим величинам ставятся в соответствие операторы, алгебра которых отличается от алгебры действительных чисел главным образом тем, что операторы могут не коммутировать, то есть величина {\displaystyle {\hat {C}}={\hat {A}}{\hat {B}}-{\hat {B}}{\hat {A}}}, называемая коммутатором, может быть не равна нулю. Обычно коммутатор операторов физических величин имеет величину порядка постоянной Планка. Если коммутатор двух операторов квантовой механики не равен нулю, то соответствующие им величины не могут быть измерены одновременно с произвольно большой точностью. Это приводит к возникновению волновых явлений при рассмотрении соответствующих физических систем. Таким образом, постоянная Планка определяет пределы применимости классической физики.

## История открытия

### Формула Планка длятеплового излучения
Формула Планка — выражение для спектральной плотности мощности {\displaystyle u_{\nu }(\nu ,T)} равновесного теплового излучения абсолютно чёрного тела, которое было получено Максом Планком после того, как стало ясно, что формула Вина удовлетворительно описывает излучение только в области коротких волн, но не работает при высоких температурах и в инфракрасной области. В 1900 году Планк предложил формулу, которая хорошо согласовывалась с экспериментальными данными. При выводе этой формулы, однако, Планку пришлось прибегнуть к гипотезе квантования энергии при излучении и поглощении электромагнитных волн. Причём величина кванта энергии оказалась связана с частотой волны:
{\displaystyle \varepsilon =h\nu .}
Коэффициент пропорциональности в этой формуле и получил название постоянной Планка.
При этом Планк полагал, что использованная им гипотеза является не более чем удачным математическим трюком, но не является отражением непосредственно физического процесса. То есть Планк не предполагал, что электромагнитное излучение испускается в виде отдельных порций энергии (квантов), величина которых связана с частотой излучения.

### Фотоэффект
Фотоэффект — это испускание электронов веществом под действием света (и, вообще говоря, любого электромагнитного излучения). В конденсированных веществах (твёрдых и жидких) выделяют внешний и внутренний фотоэффект.
Фотоэффект был объяснён в 1905 году Альбертом Эйнштейном (за что в 1921 году он, благодаря номинации шведского физика Озеена, получил Нобелевскую премию) на основе гипотезы Планка о квантовой природе света. В работе Эйнштейна содержалась важная новая гипотеза — если Планк предположил, что свет излучается только квантованными порциями, то Эйнштейн уже считал, что свет и существует только в виде квантованных порций. Из закона сохранения энергии при представлении света в виде частиц (фотонов) следует формула Эйнштейна для фотоэффекта:
{\displaystyle \hbar \omega =A_{out}+{\frac {mv^{2}}{2}},}
где {\displaystyle A_{out}} — т. н. работа выхода (минимальная энергия, необходимая для удаления электрона из вещества),
{\displaystyle {\frac {mv^{2}}{2}}} — кинетическая энергия вылетающего электрона,
{\displaystyle \omega } — частота падающего фотона с энергией {\displaystyle \hbar \omega ,}
{\displaystyle \hbar } — постоянная Планка.
Из этой формулы следует существование красной границы фотоэффекта, то есть существование наименьшей частоты, ниже которой энергии фотона уже недостаточно для того, чтобы «выбить» электрон из тела. Суть формулы заключается в том, что энергия фотона расходуется на ионизацию атома вещества, то есть на работу, необходимую для «вырывания» электрона, а остаток переходит в кинетическую энергию электрона.

### Переопределение
На XXIV Генеральной конференции по мерам и весам (ГКМВ) 17—21 октября 2011 года была единогласно принята резолюция, в которой, в частности, предложено в будущей ревизии Международной системы единиц (СИ) переопределить единицы измерений СИ таким образом, чтобы постоянная Планка была равной точно 6,62606X⋅10−34 Дж·с, где Х заменяет одну или более значащих цифр, которые будут определены в дальнейшем на основании наиболее точных рекомендаций CODATA. В этой же резолюции предложено таким же образом определить как точные значения постоянную Авогадро, элементарный заряд и постоянную Больцмана.
XXV ГКМВ, состоявшаяся в 2014 году, приняла решение продолжить работу по подготовке новой ревизии СИ, включающей привязку основных единиц СИ к точному значению постоянной Планка, и предварительно наметила закончить эту работу к 2018 году с тем, чтобы заменить существующую СИ обновлённым вариантом на XXVI ГКМВ. В 2019 году постоянная Планка получила фиксированное значение как и постоянная Больцмана, постоянная Авогадро и другие.

### Значения постоянной Планка
Ранее постоянная Планка была экспериментально измеряемой величиной, точность известного значения которой постоянно повышалась. В результате изменений СИ 2019 года было принято фиксированное точное значение постоянной Планка:
h = 6,626 070 15 × 10−34 Дж·c;
h = 6,626 070 15 × 10−27 эрг·c;
h = 4,135 667 669… × 10−15 эВ·c.
Это значение является составной частью определения Международной системы единиц.
Часто применяется величина {\displaystyle \hbar \equiv {\frac {h}{2\pi }}}:
ħ = 1,054 571 817… × 10−34 Дж·c;
ħ = 1,054 571 817… × 10−27 эрг·c;
ħ = 6,582 119 569… × 10−16 эВ·c,
называемая редуцированной (иногда рационализированной или приведённой) постоянной Планка или постоянной Дирака. Применение этого обозначения упрощает многие формулы квантовой механики, так как в эти формулы традиционная постоянная Планка часто входит в виде делённой на константу {\displaystyle {2\pi }}.
В ряде естественных систем единиц является единицей измерения действия. В планковской системе единиц, также относящейся к естественным системам, служит в качестве одной из основных единиц системы.

## Методы измерения

### Использование законовфотоэффекта
При данном способе измерения постоянной Планка используется закон Эйнштейна для фотоэффекта:
{\displaystyle K_{max}=h\nu -A,}
где {\displaystyle K_{max}} — максимальная кинетическая энергия вылетевших с катода фотоэлектронов, ν — частота падающего света, A — работа выхода электрона.
Измерение проводится так. Сначала катод фотоэлемента облучают монохроматическим светом с частотой {\displaystyle \nu _{1}}, при этом на фотоэлемент подают запирающее напряжение, так, чтобы ток через фотоэлемент прекратился. При этом имеет место следующее соотношение, непосредственно вытекающее из закона Эйнштейна:
{\displaystyle h\nu _{1}=A+eU_{1},}
где e — заряд электрона.
Затем тот же фотоэлемент облучают монохроматическим светом с частотой {\displaystyle \nu _{2}} и точно так же запирают его с помощью напряжения {\displaystyle U_{2}:}
{\displaystyle h\nu _{2}=A+eU_{2}.}
Почленно вычитая второе выражение из первого, получаем:
{\displaystyle h(\nu _{1}-\nu _{2})=e(U_{1}-U_{2}),}
откуда следует:
{\displaystyle h={\frac {e(U_{1}-U_{2})}{(\nu _{1}-\nu _{2})}}.}

### Анализ спектра тормозного рентгеновского излучения
Этот способ считается самым точным из существующих. Используется тот факт, что частотный спектр тормозного рентгеновского излучения имеет точную верхнюю границу, называемую фиолетовой границей. Её существование вытекает из квантовых свойств электромагнитного излучения и закона сохранения энергии. Действительно,
{\displaystyle h{\frac {c}{\lambda }}=eU,}
где {\displaystyle c} — скорость света,
{\displaystyle \lambda } — длина волны рентгеновского излучения,
{\displaystyle e} — заряд электрона,
{\displaystyle U} — ускоряющее напряжение между электродами рентгеновской трубки.
Тогда постоянная Планка равна:
{\displaystyle h={\frac {{\lambda }{Ue}}{c}}.}

### Комментарии
1. ↑  Значение постоянной Планк нашёл, вручную подбирая энергию пакетов и добиваясь наилучшего совпадения с экспериментальными данными[1]